# Пангаїмоту (острів, Вавау)
Пангаїмоту (тонг. Pangaimotu, англ. Pangaimotu) — острів у центральній частині острівної групи Вавау округу Вавау (Королівство Тонга), в південно-західній частині Тихого океану.

## Географія
Острів розташований на південь, через затоку Коко з акваторією порту Рефуґе (Пуаталефусі, м. Неїафу), від основного острова групи — Вавау, і з'єднаний з ним через вузьку (130 м) протоку насипом по якому проходить дорога «Фатафеай». Площа острова — 9,17 км². Він простягся з півночі на південь на 6,5 км, при максимальній ширині більше 3,7 км. Довжина берегової лінії 23,7 км. Максимальна висота 88 м.

## Населення
Зміна чисельності населення острова Пангаїмоту за переписом з 1996 по 2014 роки:
| Роки                        | 1996 | 2006 | 2014 |
| --------------------------- | ---- | ---- | ---- |
| Чисельність населення, осіб | 835  | ▲862 | ▼793 |

Всього на острові 2-ва населених пункти: містечко Пангаїмоту та село Утулеї, в яких станом на 2006 рік відповідно проживало 754 та 108 осіб.

## Галерея
| Зображення острова Пангаїмоту в групі о-вів Вавау | Зображення острова Пангаїмоту в групі о-вів Вавау | Зображення острова Пангаїмоту в групі о-вів Вавау |
| ------------------------------------------------- | ------------------------------------------------- | ------------------------------------------------- |
| Острови Вавау                                     | Фото НАСА                                         | Затока Коко та порт Рефуґе                        |